# Lužany (ort i Tjeckien, lat 50,43, long 15,47)
Lužany är en ort i Tjeckien. Den ligger i den centrala delen av landet, 80 km nordost om huvudstaden Prag. Lužany ligger 307 meter över havet och antalet invånare är 554.
Terrängen runt Lužany är varierad.Runt Lužany är det ganska tätbefolkat, med 70 invånare per kvadratkilometer. Närmaste större samhälle är Nová Paka, 7,7 km norr om Lužany. Trakten runt Lužany består till största delen av jordbruksmark.